# 大眼鯒
大眼鯒（学名：Suggrundus meerdervoorti），又稱大眼牛尾魚、大眼鯒、竹甲、狗祈仔、牛尾，為輻鰭魚綱鮋形目牛尾魚科的其中一種。分布于朝鲜、日本南部以及中国东海、台湾海峡等海域。该物种的模式产地在長崎、Yedo。

## 深度
水深5~100公尺。

## 特徵
外觀大略與大棘大眼鯒同，但其前鰓蓋棘中最長之棘短於眼徑，且其側線前部僅具8~11棘。體呈灰色，頭部和體側散布著黑斑。背鰭硬棘部散部黑色的雲狀斑，尾鰭有數條不明知橫斑。體長可達25公分。

## 生態
本魚為底棲魚類，活動力差，不善游泳，通常將自己埋於沙中，露出兩眼，以捕食魚類及甲殼類。

## 經濟利用
食用魚，適合用油煎。